# 알렉시스 냅
알렉시스 냅(Alexis Knapp, 1989년 7월 31일 ~ )은 미국의 배우이다.

## 출연 작품
- 나의 크리스마스 왕자님 - 서맨사 로건 역